# Шафранов, Сергей Анатольевич
Сергей Анатольевич Шафранов (5 мая (22 апреля) 1907 — 12 января 1971) — советский геолог, лауреат Сталинской премии 1949 года.

## Биография
Родился в Суздале в семье священника. Вырос в Курске, где окончил среднюю школу и землеустроительный техникум (1932).
В 1932—1937 годах прошёл курс обучения в Ленинградском горном институте.
В 1937—1941 годах работал в геологоразведочных экспедициях на Памире, на Тянь-Шане, в Забайкалье.
В 1941-1947 годах — старший геолог Тарны-Аузского вольфрамо-молибденового комбината (Кабардино-Балкарская АССР).
В 1947—1952 годах был командирован в Германскую демократическую республику, инженер-геолог геофизической службы, главный геолог Геологического управления Центрального аппарата государственного акционерного общества цветной металлургии «Висмут» (СГАО «Висмут»).
В 1949 году за успешную работу по выполнению спецзадания правительства СССР удостоен звания лауреата Сталинской премии первой степени и награждён орденом Ленина (за разработку и осуществление новой системы горного вскрытия месторождений урана и за внедрение скоростных методов проходки горно-капитальных выработок) (Указы Президиума Верховного Совета СССР от 29 октября 1949 года).
После возвращения работал в различных НИИ АН СССР и Министерстве среднего машиностроения. Участвовал в экспедициях в Бурятии, Якутии, Казахстане, Польше. Отличник разведки недр. Награждён орденом «Знак Почёта» (16 мая 1945).
Кандидат геолого-минералогических наук.